# Alnus elliptica
Alnus elliptica är en björkväxtart som beskrevs av Esprit Requien. Alnus elliptica ingår i släktet alar, och familjen björkväxter.
Artens utbredningsområde är Italien. Inga underarter finns listade.